# ジブラルタル自由党
ジブラルタル自由党（ジブラルタルじゆうとう、英語: Liberal Party of Gibraltar）は、ジブラルタルの自由主義政党。1991年結成。党首はジョゼフ・ガルシア。自由主義インターナショナルに加盟している。
大部分の自由党（自由主義政党）と同様に自由主義の政治理念から、ジブラルタルの未来像に関して、憲法制定の準備とジブラルタルの国家としての自決権について公約している。ジブラルタルの将来像としては、都市国家としての発展とドミニオンとしての地位を維持することを主張している。
ジブラルタル社会主義労働党(GSLP)とは協力関係にあり、総選挙には連合して臨んでいる。2003年総選挙では得票率39.7％、15議席（うち自由党2議席）を獲得した。2007年総選挙でも両党は協力して選挙戦を戦い、17議席（自由党3議席）を得た。以降も2～3議席の獲得が続いている。2011年総選挙以降はGSLPのファビアン・ピカード政権の与党にあり、ピカード自身は副首相のポストを担っている。